# Pierre Boeswillwald
Pour les articles homonymes, voir Boeswillwald.
Pierre Boeswillwald, né à Toulon en 1934, est un compositeur de musique électroacoustique et de musique concrète français.

## Biographie
Ingénieur électricien, le jeune Pierre Boeswillwald découvre le son électronique à Paris en 1957/58, en devenant l'assistant technique du compositeur Edgar Varèse, qui compose alors son Poème électronique, destiné à être diffusé dans le pavillon Philips de l'exposition universelle de Bruxelles, conçu par Iannis Xenakis sous l'égide de Le Corbusier. 
Il travaille ensuite pour le théâtre avant de rencontrer Pierre Schaeffer en 1953 et de se passionner pour les possibilités du magnétophone à bande, alors tout nouveau en France. Il est l'élève de Pierre Schaeffer au Groupe de recherches musicales (GRM) de 1968 à 1972.
"Explorateur des sons" et féru de nouvelles technologies, il est l'un des fondateurs du Groupe de musique électroacoustique de Bourges (Imeb). 
En 1982, il fonde le Studio Delta P (centre de recherche et de création dans l’art des sons ) à La Rochelle avec Éric Mulard. 
En 1983, il fonde le Département de Musique Electroacoustique du Conservatoire National de Région d'Amiens, assisté de Roland Cahen. Il y enseigne les techniques et arts des sons. 
A cette époque, il fut l'un des pionniers, avec Peter Gabriel, Stevie Wonder et Bernard Lavilliers, à expérimenter le Fairlight CMI, premier échantillonneur digital . 
Pierre Boeswilwald a beaucoup travaillé pour le théâtre, notamment avec Roger Blin, Roland Dubillard, Jean Gillibert, Jorge Lavelli, Jean-Marie Serreau, Daniel Sorano et Laurent Terzieff. (Il a aussi travaillé pour la télévision).
Pierre Boeswillwald est à ce jour (janv. 2021) un compositeur toujours très actif et créatif au sein du cercle de la musique électroacoustique. Ses œuvres font régulièrement l'objet de diffusion radiophonique et en concert acousmatique.

## Œuvres
- La Promenade du dimanche, 1970
- Nuisances, 1971
- Là où les roses sont froissées  1971
- trois Toccatannes, 1973-1975
- Dedans-dehors, 1975
- Homo dixit, 1977
- Zemir, conte radiophonique, 1981
- L'instant d'après 1987
- Sur les chemins de Venise 1983
- La belle vie quelle angoisse ! 1991
- Pour Pierre Schaeffer, 1996
- Au fond la mer est belle, 1999

## Discographie
- Le livre des morts ordinaires (CD Le chant du monde 1993)
- Pierre Boeswillwald (CD IMEB 2005)

### Compilations
- Traces two ("Nuisances" in compilation GRM/MEGO 2013)
- IMEB Opus 30, vol 1, 1970-1983 ("Toccatanne no 2: qui est là?" in compilation Mnémosyne musique média 2003)
- Compendium international 2000 ("Le piano joue, la caravane passe" in compilation Mnémosyne musique média 2000)
- Météomarines ("On rentre, il va pleuvoir" in compilation Studio Delta P 1999)
- Le sixte livre dit électroacoustique de François Rabelais ("Les tympanes syncopées" in compilation Mnémosyne musique média 1995 )
- Compendium international 2003 ("The Right Sound In The Right Silence" in compilation Mnémosyne musique média 2003)